# Laguna la Glória
A  Laguna la Glória  é uma lagoa localizada na Guatemala, cuja cota de altitude é de 160 metros acima do nível do mar. Localiza-se no departamento de El Petén, no município de La Libertad.